# Sherlock Data Holmes
Sherlock Data Holmes (Originaltitel: Elementary, Dear Data) ist die dritte Folge der zweiten Staffel der US-amerikanischen Science-Fiction-Fernsehserie Raumschiff Enterprise – Das nächste Jahrhundert. Sie wurde in den Vereinigten Staaten über Syndication vermarktet und erstmals am 5. Dezember 1988 auf verschiedenen Fernsehsendern ausgestrahlt. In Deutschland war sie zum ersten Mal am 27. April 1991 in einer synchronisierten Fassung im ZDF zu sehen.

## Handlung
Im Jahr 2365 bei Sternzeit 42286.3 ist die Enterprise unterwegs zu einem Treffen mit der USS Victory. Da sie den Treffpunkt drei Tage zu früh erreicht, hat die Mannschaft nun Freizeit. Chefingenieur Geordi La Forge will diese nutzen, um mit dem zweiten Offizier, dem Androiden Data, auf dem Holodeck eine Sherlock-Holmes-Geschichte durchzuspielen. Data schlüpft in die Rolle von Holmes, La Forge in die von Dr. Watson. Sie finden sich in Holmes’ Wohnung in der Baker Street wieder und bewundern den Detailreichtum der Einrichtung. Nach einer Weile erhalten sie Besuch: Inspector Lestrade tritt mit einem weiteren Mann ein und berichtet von einem Diebstahl. Da Data sämtliche Holmes-Geschichten auswendig kennt, löst er den Fall innerhalb von Sekunden. Das verärgert La Forge, der nun das Holodeck abrupt verlässt.
Als sie sich später in der Bar „Zehn Vorne“ treffen, versucht La Forge Data zu erklären, dass gerade im vollständigen Durchspielen der Geschichte der Reiz liegt und nicht im sofortigen Auflösen des Falls. Die Schiffsärztin Katherine Pulaski meint, dass Data zwar die analytischen Fähigkeiten von Holmes habe, jedoch nicht seine Kenntnis der menschlichen Natur. Sie wettet, dass es ihm nicht möglich sei, einen Fall zu lösen, den er nicht bereits kennt. Data und La Forge lassen es auf einen zweiten Versuch ankommen und laden Dr. Pulaski ein, sie zu begleiten. Dieses Mal weisen sie den Computer an, einen neuen Fall im Stil der Sherlock-Holmes-Geschichten zu erschaffen. Doch auch diesen löst Data im Handumdrehen, da der Computer lediglich Elemente aus zwei schon existierenden Geschichten miteinander kombiniert hatte. La Forge ruft daraufhin mit dem Wort „alterieren“ die Kontrollkonsole des Holodecks auf. Um eine weitere vorzeitige Auflösung des Falls zu verhindern, weist er den Computer an, einen Gegner zu erschaffen, der in der Lage ist, Data zu schlagen. Da er jedoch Data statt Sherlock Holmes als Gegner definiert, kreiert der Computer in Professor Moriarty einen schier übermächtigen Gegner.
La Forge wird heimlich von Moriarty beobachtet, der nun plötzlich ein eigenes Bewusstsein entwickelt. Kurz darauf wird Dr. Pulaski entführt. Data kann Moriarty als den Täter ausmachen und verfolgt seine Spur bis in dessen geheimes Labor. Moriarty offenbart den beiden, dass er sich im Klaren ist, dass sie nicht Holmes und Watson sind und dass er mit dem Befehl „alterieren“ in der Lage ist, die Computerkonsole aufzurufen. Als er Data ein Stück Papier überreicht, verlässt dieser sofort das Holodeck. Auf dem Blatt ist eine Zeichnung der Enterprise zu sehen. Data ist klar, dass Moriarty Zugriff auf den Schiffscomputer hat und große Gefahr droht. Er informiert umgehend Captain Picard. Während einer Beratung der Führungsoffiziere wird die Enterprise kurz durchgeschüttelt. Moriarty hat nun die vollständige Kontrolle über die Schiffssysteme erlangt. Picard beschließt, ihn persönlich aufzusuchen.
Picard und Data begeben sich aufs Holodeck. In Moriartys Labor finden sie Dr. Pulaski wohlbehalten vor. Moriarty erklärt ihnen, dass er mit Hilfe des Computers inzwischen herausgefunden hat, dass er ein Hologramm ist. Da er aber über seine ursprüngliche Programmierung hinausgewachsen ist und sich seiner Existenz bewusst ist, verlangt er, als Lebewesen behandelt zu werden. Er will nicht abgeschaltet werden, sondern weiter existieren. Picard teilt ihm mit Bedauern mit, dass seine Existenz auf das Holodeck beschränkt sei. Es sei kein Weg bekannt, ihn in die echte Welt mitzunehmen. Er bietet Moriarty jedoch an, sein Programm dauerhaft zu speichern und nach einer Möglichkeit zu suchen, ihm ein Leben außerhalb des Holodecks zu ermöglichen, auch wenn dies viele Jahre dauern könnte. Moriarty geht schließlich darauf ein, lässt Dr. Pulaski frei und gibt die Kontrolle über die Enterprise wieder an Picard zurück.

## Verbindungen zu anderen Star-Trek-Produktionen
Die Ereignisse aus dieser Folge wurden in mehreren späteren Star-Trek-Produktionen wieder aufgegriffen:
- Folge 6.12 (Das Schiff in der Flasche) von Raumschiff Enterprise – Das nächste Jahrhundert aus dem Jahr 1993 ist eine direkte Fortsetzung von Sherlock Data Holmes.
- In Folge 3.14 (Das andere Ego) von Star Trek: Raumschiff Voyager aus dem Jahr 1997 wird die Übernahme der Enterprise durch Moriarty erwähnt.
- In der animierten Serie Star Trek: Lower Decks gibt es in mehreren Folgen Anspielungen auf Sherlock Data Holmes.
- In Folge 3.06 (Die Bounty) von Star Trek: Picard aus dem Jahr 2023 kommt eine holografische Nachbildung Moriartys ohne eigenes Bewusstsein vor.

## Produktion

### Drehbuch
Die Idee zu Sherlock Data Holmes ergab sich aus Folge 1.12 (Der große Abschied), in der Data Picard aufs Holodeck begleitet, um den Privatdetektiv Dixon Hill mit Sherlock Holmes zu vergleichen. Data hatte sein Faible für Sherlock Holmes bereits in Folge 1.07 (Die geheimnisvolle Kraft) entdeckt.
In Sherlock Data Holmes wurden Figuren und Elemente aus den Sherlock-Holmes-Geschichten Ein Skandal in Böhmen, Der Bund der Rothaarigen, Das gesprenkelte Band, Die Bruce-Partington-Pläne, Das Tal der Angst und Das letzte Problem verarbeitet.
Das Produktionsteam von Raumschiff Enterprise – Das nächste Jahrhundert ging irrtümlich davon aus, dass die Sherlock-Holmes-Geschichten bereits gemeinfrei seien, was aber erst seit 2001 der Fall ist. Sie bemühten sich daher nicht um eine Lizenzierung der Folge. Es folgte eine Auseinandersetzung mit der Nachlassverwaltung Arthur Conan Doyles, wodurch sich eine Fortsetzung von Sherlock Data Holmes bis 1993 verzögerte.

### Darsteller
Die Hauptfigur Wesley Crusher (Wil Wheaton) hat in dieser Folge keinen Auftritt.
Daniel Davis spielte Professor Moriarty erneut in Folge 6.12 (Das Schiff in der Flasche) von Raumschiff Enterprise – Das nächste Jahrhundert und in Folge 3.06 (Die Bounty) von Star Trek: Picard.
Anne Ramsay spielte Fähnrich Clancy noch einmal in Folge 2.20 (Klingonenbegegnung) von Raumschiff Enterprise – Das nächste Jahrhundert.

### Kulissen
Das aufwendige Bühnenbild des alten London verursachte eine Überschreitung des Etats um 125.000 Dollar, weshalb ein Drehtag gestrichen wurde.

### Schnitt
Als ungeschickt erwies sich, dass das gedachte und auch gedrehte Ende der Folge dem Schnitt zum Opfer fiel: Hierin hätte Picards Behauptung, holografische Materie könne das Holodeck nicht verlassen, als Lüge enttarnt werden sollen. Data und LaForge hatten Moriartys Skizze von der Enterprise bereits zuvor in der Folge aus dem Holodeck in den realen Raum mitgebracht. Allerdings missfiel Roddenberry ein solcher Charakterzug am Kapitän und ein alternatives Ende wurde unüberlegt geschnitten, ohne die Szene mit der Skizze zu entfernen. Auch in anderen Folgen gab es den Widerspruch als Wesley beispielsweise in Folge 1.01 das Holodeck nass verließ, nachdem er ins Wasser gefallen war. In Folge 1.12 kam Picard mit Lippenstift im Gesicht aus dem Holodeck. In Folge 1.14 flog ein Schneeball aus dem Holodeck.

## Rezeption
Die Folge wurde 1989 für zwei Primetime Emmy Awards in den Kategorien „Beste künstlerische Leitung für eine Serie“ und „Bestes Kostümdesign für eine Serie“ nominiert.
Keith DeCandido bewertete Sherlock Data Holmes 2011 auf tor.com als eine wunderbare Folge von Raumschiff Enterprise – Das nächste Jahrhundert und eine gute Würdigung des Werks von Conan Doyle. Er lobte die schauspielerische Leistung aller Beteiligten und die gelungene Nachbildung des London des 19. Jahrhunderts.
Aaron Couch und Graeme McMillan	erstellten 2016 anlässlich des 50-jährigen Jubiläums von Star Trek in Zusammenarbeit mit verschiedenen Beteiligten aus dem Franchise für den Hollywood Reporter eine Liste der 100 besten bis dahin ausgestrahlten Folgen. Sherlock Data Holmes wurde hierbei auf Platz 26 gewählt.
Aaron Couch und Graeme McMillan erstellten 2016 für den Hollywood Reporter eine Liste der 25 besten Folgen von Raumschiff Enterprise – Das nächste Jahrhundert. Sherlock Data Holmes landete dabei auf Platz 10.
Michael Weyer führte Sherlock Data Holmes 2019 auf cbr.com in einer Liste der 20 besten Holodeck-Folgen im Star-Trek-Franchise auf Platz 12.
Anthony Vieira führte Sherlock Data Holmes 2021 auf der Website collider.com in einer Liste der 25 besten Folgen von Raumschiff Enterprise – Das nächste Jahrhundert auf Platz 21.